# Paratamboicus conspersus
Paratamboicus conspersus is een hooiwagen uit de familie Sclerosomatidae.